# Kulturwissenschaftliches Institut Essen
Das Kulturwissenschaftliche Institut Essen (KWI) ist ein interdisziplinäres Forschungskolleg für Geistes- und Kulturwissenschaften in der Tradition internationaler Institutes for Advanced Study. Als interuniversitäres Kolleg der Ruhr-Universität Bochum, der Technischen Universität Dortmund und der Universität Duisburg-Essen arbeitet das Institut mit den Wissenschaftlern seiner Trägerhochschulen und mit weiteren Partnern in NRW und im In- und Ausland zusammen. Innerhalb des Ruhrgebiets bietet das KWI einen Ort, an dem die Erträge ambitionierter kulturwissenschaftlicher Forschung auch mit Interessierten aus der Stadt und der Region geteilt und diskutiert werden.
Zukünftig stehen folgende Forschungsschwerpunkte im Mittelpunkt: Kulturwissenschaftliche Wissenschaftsforschung, Kultur- und Literatursoziologie, Wissenschaftskommunikation sowie ein „Lehr-Labor“. Fortgesetzt werden außerdem die Projekte in den Forschungsbereichen Partizipationskultur und Kommunikationskultur sowie Einzelprojekte.

## Über das KWI
Zum 1. April 2018 hat die Literaturwissenschaftlerin Julika Griem ihr Amt als neue Direktorin angetreten. Mit dem Wechsel wird die Forschung in vier neuen Feldern organisiert: Unter dem Stichwort „Kulturwissenschaftliche Wissenschaftsforschung“ soll untersucht werden, welche Rolle Sprache, Symbole, Bilder und Medien für die Selbstbeschreibung und Organisation der Wissenschaft spielen. „Kultur- und Literatursoziologie“ fragt danach, wie mit überzeugend kombinierten Methoden und Theorien an philologische und sozialwissenschaftliche Fragestellungen herangegangen werden kann. Die Sektion „Wissenschaftskommunikation“ analysiert aktuelle Vermittlungsprobleme angesichts der Herausforderung einer populistischen Wissenschaftsskepsis. Ein „Lehr-Labor“ soll neue geistes- und kulturwissenschaftliche Formate und Veranstaltungstypen entwickeln, die auch an anderen Hochschulen als Prototypen forschungsorientierter Lehre weiter modifiziert werden können.
In den letzten Jahren haben sich am KWI verschiedene Forschungsbereiche erfolgreich etabliert, die in die neue Institutskonzeption integriert werden und ihre Arbeit unter Julika Griems Leitung fortsetzen. Dies sind vornehmlich Projekte unter den Stichworten „Partizipationskultur“ und „Kommunikationskultur“ sowie Einzelprojekte unter dem Punkt „Weitere Forschungsprojekte“.
Das KWI wirkt interuniversitär als Kooperations- und Netzwerkplattform und wirbt für neue Projekte zusätzliche Drittmittel ein. Das Institut fördert die praxisorientierte kulturwissenschaftliche Forschung, den internationalen Austausch, den interkulturellen Dialog und bezieht den wissenschaftlichen Nachwuchs betont mit ein. Kommissarischer Geschäftsführer des Instituts ist Dr. Armin Flender. Nach zehnjähriger Amtszeit des Politologen Claus Leggewie übernahm die Neuzeithistorikerin Ute Schneider zum 1. August 2017 die kommissarische Leitung des Instituts. Zum 1. April 2018 folgte ihr die Literaturwissenschaftlerin Julika Griem als neue Direktorin des KWI.
Ins Zentrum der künftigen Institutsarbeit rückt die Reflexion kulturwissenschaftlicher Forschung selbst: Was kann es heute heißen, Kulturwissenschaft zwischen disziplinären und interdisziplinär organisierten Wissensformationen zu betreiben? Mit welchen Relevanz-Erwartungen und Sinnstiftungs-Anforderungen ist sie konfrontiert? Wie definiert sie ihre Form von Kritik und Kommentar; ihre Routinen des Lesens und Schreibens, Zeigens und Argumentierens? Unter welchen sozialen und ökonomischen Bedingungen vollzieht sich unsere Arbeit? Welche Systemzwänge, Förderlogiken und ungewollten Effekte beeinflussen unsere kulturwissenschaftliche Forschung? Und kann man diese schließlich so analysieren, dass sie sich gegebenenfalls verändern und verbessern lassen? Als Teil der Universitäts-Allianz Ruhr (UAR) und seines vielschichtigen institutionellen Gefüges bietet sich die Möglichkeit zu offenen und furchtlosen Diskussionen unserer Arbeitsverhältnisse und ihrer gesellschaftlichen Folgen.
Das hauseigene literarische Programm soll mit Veranstaltern in der Region sorgfältig abgestimmt werden, um Bestehendes behutsam um Neues zu ergänzen. Mit der Buchhandlung „Proust“ und der Literarischen Gesellschaft Ruhr konnten bereits Kooperationen vereinbart werden.

## Geschichte
Das KWI wurde auf Initiative des damaligen nordrhein-westfälischen Ministerpräsidenten Johannes Rau 1989 gegründet. Die Landesregierung wollte einen Verbund wissenschaftlicher Einrichtungen schaffen, der die neuen Herausforderungen moderner Gesellschaften aufspüren und Orientierungen im Spannungsfeld von Wissenschaft, Gesellschaft und Politik geben sollte. Im „Wissenschaftszentrum Nordrhein-Westfalen“, dem auch das Wuppertal Institut für Klima, Umwelt, Energie und das Institut Arbeit und Technik in Gelsenkirchen angehörten, übernahm das KWI den geistes- und kulturwissenschaftlichen Part.
Themen der ersten Stunde, die sich bis heute fortentwickelt haben, waren: „Kulturgeschichte der Natur“, „Topographien der Geschlechter“, „Gedächtnis“ und „Revierkultur – Zeitgeschichte und Zukunft“. 1990 richtete das KWI in Leipzig eine Außenstelle ein, die sich den verdrängten Themen der DDR-Erfahrung widmete. 2007 hat die nordrhein-westfälische Landesregierung das KWI in eine gemeinsame Trägerschaft der Ruhrgebiets-Universitäten überführt.
Auf den Gründungspräsidenten Lutz Niethammer folgten 1992 die Historiker Wilfried Loth von der Gesamthochschule Essen und 1997 Jörn Rüsen von der Universität Bielefeld. Von 2007 bis 2017 war Claus Leggewie Direktor des KWI. Seit seinem Weggang zum August 2017 leitet die Neuzeithistorikerin Ute Schneider kommissarisch das Institut. Im November 2017 wurde die Literaturwissenschaftlerin Julika Griem als Leiterin des Kollegs berufen, die ihren Dienst am 1. April 2018 antrat.

## Forschung
Die Forschungstätigkeit der Wissenschaftler am KWI umfasst zurzeit die Schwerpunkte Kulturwissenschaftliche Wissenschaftsforschung, Kultur- und Literatursoziologie, Wissenschaftskommunikation, KommunikationsKultur, PartizipationsKultur und Einzelprojekte sowie ein „Lehr-Labor“. Darüber hinaus wird in weiteren geistes-, sozial- und kulturwissenschaftlichen Projekten geforscht. Durch den Wechsel seiner Themen und Fellows verändert das KWI stetig sein Profil.

### Kulturwissenschaftliche Wissenschaftsforschung
Wissenschaft beschert nicht nur Fakten, und schon gar keine Wahrheiten. Vorstellungen von Interesselosigkeit, von Wert- und Zweckfreiheit müssen auch zu Auffassungen von Nützlichkeit und Anwendbarkeit in Beziehung gesetzt werden. Wissenschaftstheorie, -geschichte und -soziologie haben zudem zeigen können, dass Wissenschaft nicht in luftleeren Räumen entsteht und besteht – sie hängt vielmehr eng mit historisch und sozial spezifischen Bedingungen der Produktion jenes Wissens zusammen, welches jeweils Wissenschaft genannt wird.
Das KWI will die klassischen Disziplinen der Wissenschaftsforschung um kulturwissenschaftliche Ansätze und Methoden bereichern. Damit rücken mediale, sprachliche, rhetorische, symbolische und performative Aspekte in den Blick: Welche Rolle spielen Aufzeichnungs- und Speicherungsmöglichkeiten für die Tradierung wissenschaftlichen Wissens; wie ändern sich Publikationsformen? Mit welchen Möglichkeiten der Illustration, des Aufzeigens und Beweisens werden peers und Laien informiert und überzeugt? Aus welchen Quellen sind solche Veränderungen zu ermitteln, wie können sie in ihren längst nicht immer linearen Verläufen dargestellt werden? Viele nonverbale und implizite Faktoren bestimmen, wie Wissenschaft praktiziert, eingeübt, aufgeführt und belohnt wird. Und ist es schließlich sinnvoll, von Wissenschaftskulturen zu sprechen – falls ja, wie können diese historisch und systematisch konkretisiert werden? Am KWI soll diesen Fragen nachgegangen werden, um andere Ansätze der Wissenschaftsforschung zu ergänzen. Die kulturwissenschaftliche Erforschung von Wissenschaft kann ebenfalls dazu beitragen, wissenschaftspolitische Debatten mit historischer und vergleichender Weitsicht zu versorgen.

### Kultur- und Literatursoziologie
Die deutsche Tradition der Kultursoziologie wird international rezipiert und gegenwärtig auf vielfältige Weise weitergeführt. Der Bereich der Literatur ist bisher allerdings weniger intensiv soziologisch erforscht worden als andere künstlerische Formen und kulturelle Felder. Am KWI soll in den nächsten Jahren versucht werden, diese Lücke zu schließen. Dazu besteht ausreichend Anlass: Das Literatursystem und der Literaturbetrieb sind einem folgenreichen Strukturwandel unterworfen – neue Formate, Medien und Gattungen relativieren ästhetische Standards; Agenten und Blogger verschieben professionelle Leitbilder und ihre Rollen. Über Leserschwund und mangelnde Wertschätzung für ‚das gute Buch’ wird ohnehin in regelmäßigen Abständen geklagt. Um kulturkritische und technik-euphorische Diagnosen zu hinterfragen und genauer zu analysieren, müssen Vertreter unterschiedlicher Fächer zusammenkommen: Das gegenwärtige Leseverhalten und seine Geschichte kann z. B. nur präzise beschrieben werden, wenn es gelänge, kognitionspsychologische, philologische, kultursoziologische und kulturökonomische Expertisen zusammenzuführen. Literarische Texte sind nicht allein als „black box“ in größeren Handlungs-, Verwertungs- und Distinktionszusammenhängen zu betrachten. Sie sollten vielmehr auch für sozialwissenschaftliche Forschung zu attraktiven Dokumenten, Wissensspeichern und Sinnzusammenhängen werden. Gleichzeitig ist danach zu fragen, wie in den Sozialwissenschaften und insbesondere in der Soziologie literarische Quellen, Motive, Strategien und Traditionen wissenschaftlich genutzt werden bzw. noch stärker genutzt werden könnten. Ein Schwerpunkt liegt dabei auf der Entwicklung interdisziplinär einsetzbarer Methoden und damit auch auf dem In- und Export literaturwissenschaftlicher Terminologie.

### Wissenschaftskommunikation
Wissenschaft ist schon immer kommuniziert worden. Doch gegenwärtig vermehren sich die Einladungen und Verpflichtungen zu verstärkter, erneuerter und besserer Wissenschaftskommunikation: Von ihr versprechen sich viele Akteure nicht nur geeignete Informationsmöglichkeiten, sondern eine transparentere Forschung, eine bessere Einbindung der Zivilgesellschaft und die Eindämmung von Wissenschaftsskepsis und Wissenschaftsfeindlichkeit. Investitionen in Wissenschaftskommunikation können nicht automatisch vielschichtige soziale und politische Probleme lösen. Zunächst ist die historische Entwicklung der Wissenschaftskommunikation zu erforschen, und ihre Funktionen und unter Umständen auch Fehlentwicklungen in unterschiedlichen Wissenschaftssystemen sind präzise zu beschreiben. Erst dann können Empfehlungen für neue Formate gut begründet werden.
Die Analyse von Wissenschaftskommunikation sollte nicht allein der Kommunikationswissenschaft überlassen werden. Auch Historiker, Kulturökonomen und Soziologen, ebenso wie Experten für Bildgestaltung, Design, Mediennutzung, Erzählen, Rhetorik und Journalismus, können wichtige Beiträge leisten. Dabei dürfen Beschreibungen und Analysen von Wissenschaftskommunikation nicht kommerziellen Anbietern und Beratern überlassen werden. Neue Geschäftsmodelle und Arbeitsweisen sowie langfristigere Entwicklungen und Systemeffekte gerade auch populärer Maßnahmen sind gegebenenfalls auch kritisch zu kommentieren.

### KommunikationsKultur
Der 2015 eingerichtete Forschungsbereich ‚Kulturen der Kommunikation’ untersucht interdisziplinär die kommunikativen Praktiken, die Angehörige unterschiedlicher ‚Kommunikationskulturen’ nutzen, um ihre Handlungen aufeinander abzustimmen. Untersucht werden z. B. Kommunikationskulturen, die an Sprachen oder Nationalitäten, an religiöse oder weltanschauliche Orientierungen, an unterschiedlich entwickelte Kommunikationsvermögen dementierender oder autistischer Menschen oder an verschiedene Modi der Kommunikation (emotional, sprachlich, interaktiv) gebunden sind.
Kommunikatives Handeln zieht nicht ‚automatisch’ Verstehen und Befolgen nach sich. Beides ist von spezifischen sozialen und situativen Bedingungen abhängig. Hier spielt die im früheren kommunikativen Miteinander erworbene Kommunikationsmacht eine besondere Rolle. Auch wenn das gesprochene Wort unterschiedslos jeden erreicht, der in der Nähe ist, und damit scheinbar egalitär und somit auf Gleichheit angelegt ist, so bemisst sich die Macht des kommunikativen Handelns empirisch nach der sozialen Macht und der Kommunikationsmacht der Sprecher. Kommunikatives Handeln kann aber nichts erzwingen, sondern nur nahelegen und mit Konsequenzen versehen. Kommunikationsmacht beruht also immer auf Anerkennung.

### PartizipationsKultur
Der 2013 eingerichtete transdisziplinäre Forschungsschwerpunkt PartizipationsKultur ist das erste wissenschaftliche Kompetenzzentrum zum Thema Bürgerbeteiligung mit dem Fokus technologische Innovationen in Deutschland. Proteste gegenüber neuen Technologien, vor allem bei großen Infrastrukturprojekten oder öffentlichen Planungen, sind heute nicht mehr durch den bloßen Hinweis auf demokratisch zustande gekommene Beschlüsse oder Informationskampagnen zu befrieden. Mehr denn je wollen sich Bürger über Wahlen und Abstimmungen hinaus politisch engagieren und mitreden, wenn es um die Endlagerung hochradioaktiven Abfalls, den Bau von Stromtrassen oder die breite Anwendung von Gentechnik geht. Der Forschungsschwerpunkt PartizipationsKultur analysiert, evaluiert und erprobt Bürgerbeteiligung.
Im Jahr 2015 startete die Beteiligung am Virtuellen Institut „Transformation – Energiewende NRW“.

### Lehr-Labor
Institutes for Advanced Study schaffen Freiräume für Forschung. Diese können ebenso neue Ideen für die Lehre entstehen lassen. Das KWI steht daher auch für Studierende offen und wendet sich mit regelmäßigen Seminarangeboten an die drei Hochschulen der Universitätsallianz Ruhr (UAR), um bereits auf Ebene der Studiengänge die Kooperation innerhalb der UAR zu unterstützen. Darüber hinaus sind Mitarbeitende und Fellows eingeladen, ihre Forschungsprojekte unter dem Aspekt forschenden Lehrens zu reflektieren: Wo und wie lassen sich Studierende einbinden; wie können diese die jeweiligen Projekte bereichern und auf diesem Weg früh und eigenständig mit wissenschaftlichen Methoden vertraut gemacht werden?
Das Lehr-Labor steht in enger Verbindung mit allen anderen Arbeitsbereichen des KWI. So können Studierende wichtige Rückmeldungen zu spezifischen Formaten und Strategien der Wissenschaftskommunikation geben, denn sie haben die Routinen akademischen Kommunizierens noch nicht so weit verinnerlicht, dass alternative und innovative Möglichkeiten nur noch schwer zu vermitteln sind. Auch aus literatur- und kultursoziologischer Perspektive sind die Erfahrungen von Studierenden wertvoll: Sie verkörpern eine Vielfalt von Gebrauch und Konsum, Erfahrung mit populären Formen und Genres sowie Spezial-Expertisen, die unsere Erforschung des Kunst- und Mediensystems nur bereichern können. Und schließlich kann auch die kulturwissenschaftliche Wissenschaftsforschung um die Perspektiven des Lernens und Lehrens ergänzt werden: So ist beispielsweise noch keineswegs ausreichend erforscht, wie Studierende in unterschiedlichen disziplinären und nationalen Kontexten lesend und schreibend Wissen aufnehmen; und wie diese Kern-Kompetenzen noch besser in neue Lernumgebungen und an neue Anpassungen angepasst werden könnten, ohne darüber den Blick auf die Entstehungs- und Wirkungsgeschichten zentraler wissenschaftlicher Kulturtechniken zu verlieren.

## Publikationen
- Claus Leggewie, Patrizia Nanz (Hrsg.): Die Konsultative. Mehr Demokratie durch Bürgerbeteiligung. Wagenbach Verlag, 2016, ISBN 978-3-8031-2749-5.
- Marten Düring, Ulrich Eumann, Martin Stark, Linda von Keyserlingk (Hrsg.): Handbuch Historische Netzwerkforschung. LIT Verlag, 2016, ISBN 978-3-643-11705-2.
- Friedrich Jäger, Wolfgang Knöbl, Ute Schneider (Hrsg.): Handbuch Moderne Forschung. Brill Verlag, 2015, ISBN 978-3-476-02442-8.
- Bernd Sommer (Hrsg.): Cultural Dynamics of Climate Change and the Environment in Northern America. Brill Verlag, 2015, ISBN 978-90-04-29883-5.
- Angelika Poferl, Jo Reichertz (Hrsg.): Wege ins Feld. Methodologische Aspekte des Feldzugangs. Oldib Verlag, 2015, ISBN 978-3-939556-47-3.
- Claus Leggewie: Politische Zeiten. Beobachtungen von der Seitenlinie. C. Bertelsmann, 2015, ISBN 978-3-570-10200-8.
- Kulturwissenschaftliches Institut Essen (Hrsg.): Building Europe’s (Energy) Future. A manifesto for an European Community for Energy Transition. 2015.
- Lea Schmitt: Klima, Raum und Zeit im Wandel. Eine ethnographische Untersuchung von Adaptationen und Konflikten auf der westfriesischen Insel Ameland. oekom, 2015, ISBN 978-3-86581-724-2.
- KWI Bericht 2012/13. hrsg. von Claus Leggewie für das Kulturwissenschaftliche Institut Essen (KWI). Druckhaus Köthen, Köthen 2014, ISBN 978-3-8376-1327-8.
- Frank Adloff, Claus Leggewie (Hrsg.): Das Konvivalistische Manifest. Für eine Neue Kunst des Zusammenlebens. transcript Verlag, 2014, ISBN 978-3-8376-2898-2.
- Kulturwissenschaftliches Institut Essen (Hrsg.): Potenziale Energieeffizientes Modernisieren in Essen. Ergebnisse einer Bevölkerungsumfrage 2014.
- Wilfried Loth: Europas Einigung. Eine unvollendete Geschichte. Campus Verlag, 2014, ISBN 978-3-593-50077-5.
- Hans-Georg Soeffner, Thea D. Boldt (Hrsg.): Fragiler Pluralismus. Springer VS, Reihe Wissen, Kommunikation und Gesellschaft, 2014, ISBN 978-3-658-03762-8.
- Andreas Ernst, Harald Welzer, Ramón Briegel, Martin David, Angelika Gellrich, Sophia Schönborn, Jens Kroh (Hrsg.): Scenarios of Perception of Reaction to Adaptation. Abschlussbericht zum Verbundprojekt SPREAD. kassel university press, CESR Paper 8 2014, ISBN 978-3-86219-892-4.
- Wilfried Loth, Marc Hanisch (Hrsg.): Erster Weltkrieg und Dschihad. Die Deutschen und die Revolutionierung. De Gruyter / Oldenbourg Wissenschaftsverlag, 2013, ISBN 978-3-486-85854-9.
- Volker Heins: Der Skandal der Vielfalt. Geschichte und Konzepte des Multikulturalismus. Campus, 2013, ISBN 978-3-593-39969-0.
- Claus Leggewie, Marcel Siepmann (Hrsg.): Provokation über Kreuz – Positionen zur Blasphemiedebatte. (= Global Dialogues des Käte Hamburger Kollegs). Centre for Global Cooperation Research, 2013. ISSN 2198-0403.
- Darja Reuschke, Monika Salzbrunn, Korinna Schönhärl (Hrsg.): The Economies of Urban Diversity. Ruhr Area and Istanbul. Palgrave Macmillan, 2013, ISBN 978-1-137-34650-6.
- Claus Leggewie: Sichtbar im Süden. edition Körber-Stiftung, 2012, ISBN 978-3-89684-093-6.
- Johanna Hoppen, Anne Lang, Claus Leggewie, Marcel Siepmann, Darius Zifonun (Hrsg.): Schlüsselwerke der Kulturwissenschaften. transcript, 2012, ISBN 978-3-8376-1327-8.
- Sonja Schnitzler: Soziologie im Nationalsozialismus zwischen Wissenschaft und Politik. Springer VS, 2012, ISBN 978-3-531-18611-5.
- Stefan Reichmuth, Jörn Rüsen, Aladdin Sarhan (Hrsg.): Humanism and Muslim Culture. V&R unipress, 2012, ISBN 978-3-89971-937-6.
- Franz Mauelshagen: Wunderkammer auf Papier. Die „Wickiana“ zwischen Reformation und Volksglaube. bibliotheca academica, 2011, ISBN 978-3-928471-73-2.
- Marie Mualem Sultan: Migration, Vielfalt und Öffentlich-Rechtlicher Rundfunk. Königshausen & Neumann, Würzburg 2011, ISBN 978-3-8260-4523-3.
- Harald Welzer, Sönke Neitzel: Soldaten. Protokolle vom Kämpfen, Töten und Sterben. Fischer, Frankfurt am Main 2011, ISBN 978-3-10-089434-2.
- Eleonora Rohland: Sharing the Risk. Fire, Climate and Disaster. Swiss Re 1864–1906. Carnegie Publishing, Lancaster 2011.
- Claus Leggewie, Anne Lang: Der Kampf um die europäische Erinnerung. Ein Schlachtfeld wird besichtigt. Beck, München 2011, ISBN 978-3-406-60584-0.